# Jesenica (Dravinja)
Jeseníca je desni pritok Dravinje iz Haloz. Izvira na severnem vznožju Donačke gore in teče v glavnem proti severu skozi razložena naselja Nadole, Sitež, Planjsko in Naraplje vse do izliva pri vasi Stogovci.
Celotno porečje je zgrajeno iz srednjemiocenskih laporjev in peščenih laporjev, ki so razmeroma slabo odporni proti eroziji. V njih so nastala strma do zelo strma pobočja, razrezana s številnimi kratkimi in ozkimi dolinami (po domače grabami). Iz njih pritekajo kratki pritoki, ki imajo večino časa le malo vode, nekaj daljši so le Ladnička graba in Vundušek z leve ter Žovčeva graba z desne strani.
Najzgornejši del doline je ozka gozdnata grapa, a se ob potoku kmalu pojavi sprva ozka naplavna ravnica in ob toku navzdol razširi na nekaj deset metrov. Proti severu se v dolini na kratkih razdaljah menjavajo širši in nekoliko ožji deli, potok pa pogosto prestavlja svojo strugo z ene na drugo stran naplavne ravnice. Vzrok prestavljanja je dotok plavja iz stranskih dolin, ki ga pritoki nasipljejo v glavno dolino v obliki položnih vršajev in s tem odrivajo Jesenico proti nasprotni strani doline. Od Planjskega navzdol je dolinsko dno mestoma široko tudi več kot 200 m in na obeh straneh blago prehaja v okoliška pobočja.
Struga Jesenice je skoraj v celoti ohranjena v naravnem stanju, le na krajših odsekih so bili v nekaterih naseljih opravljeni manjši hidrotehnični posegi za preprečevanje škode zaradi poplav in spodjedanja brežin. Skoraj na celotni dolžini so brežine bolj ali manj gosto poraščene z obvodnim drevesnim in grmovnim rastjem, ki potok ločuje od bližnjih kmetijskih površin.
Kot ostali pritoki Dravinje iz Haloz ima tudi Jesenica razmeroma majhen strmec, vendar se lahko zaradi prevlade strmih pobočij zelo hitro spremeni v hudournik in se razlije po poplavni ravnici. Dolinsko dno je danes sicer večinoma v travnikih in njivah, so pa nekateri deli naplavne ravnice precej mokrotni. Zaselki in manjše kmetije se najnižjim delom naplavne ravnice večinoma umikajo proti obrobju, ponekod so večinoma novejša bivališča postavljena tudi tik ob potoku.
Čeprav ima potok večino leta majhen pretok, je bil v preteklosti vseeno pomemben kot vir vodne energije za pogon manjših mlinov in žag. Ti so večinoma zamrli že pred desetletji, le v Narapljah so lepo obnovili in oživili vaški mlin. Po dolini poteka lokalna cesta iz doline Dravinje proti Žetalam.
Levi pritok Vundušek je z naravovarstvenega vidika opredeljen kot naravna vrednota. V tej dolini so že v preteklosti v več manjših kamnolomih pridobivali gradbeni kamen, t. i. ptujskogorski peščenjak.